# Адамов (Ростовская область)
Адамов — упразднённый хутор в Милютинском районе Ростовской области России. На момент упразднения входил в состав Николо-Берёзовского сельсовета. В 1973 году включен в состав хутора Антоновка и исключен из учётных данных.

## География
Хутор располагался на левом берегу реки Берёзовая (приток реки Калитва), ныне представляет собой полуопустевшую, удаленную от основной территории хутора Антоновка, улицу Адамова.

## История
Возник не ранее 1927 года, в списках населенных пунктов Северо-Кавказского края за 1926 год отсутствует.
Упразднён в 1973 году.